# Paramacrotoma kolbei
Paramacrotoma kolbei är en skalbaggsart som först beskrevs av Auguste Lameere 1912.  Paramacrotoma kolbei ingår i släktet Paramacrotoma och familjen långhorningar. Inga underarter finns listade i Catalogue of Life.